# Caryophyllia marmorea
Caryophyllia marmorea är en korallart som beskrevs av Stephen D. Cairns 1984. Caryophyllia marmorea ingår i släktet Caryophyllia och familjen Caryophylliidae. Inga underarter finns listade i Catalogue of Life.